# Bestand (Bauwesen)
Als Bestand bezeichnet man in Architektur und Bauwesen ein bestehendes Bauwerk oder den Teil eines Bauwerks oder Gebäudekomplexes, das zu einem bestimmten Zeitpunkt bereits vorhanden ist. So kann man bei einem Bauvorhaben, das ein vorhandenes Bauwerk miteinbezieht, zwischen Bestand und Neubau unterscheiden. 
Im städtebaulichen oder allgemeinen Kontext wird der Begriff synonym zu Bausubstanz verwendet.
Im Baurecht spielt bei Bestandsgebäuden der Bestandsschutz eine wichtige Rolle, speziell bei Altbauten. 